# サンビーチ追浜
サンビーチ追浜（サンビーチおっぱま）は、神奈川県横須賀市追浜本町にある、ショッピングセンターである。京浜急行追浜駅と（屋根のない）ペデストリアンデッキによって連絡する。併設するリフト式駐車場（32台）および隣接地に80台収容の提携駐車場がある。

## 詳細

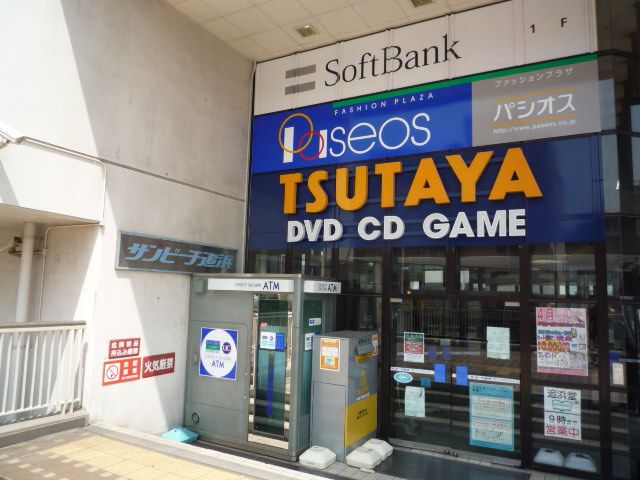
サンビーチ追浜入口（2010年4月）

1985年に京急本線追浜駅前の市街地再開発事業として建設された。 正確には、地上11階、地下1階建てのビル全体が「サンビーチ追浜」である。このうち、地下1階から地上4階までが商業施設、5階から11階が分譲マンションとなっている。
かつては開業時よりキーテナントであった西友追浜店があったが、2009年1月に閉店撤退した。撤退の理由は、当時、地階に食品スーパーヨコサン(現京急ストア)があるために、ビル内に食品スーパーを出店できなかったためと言われている。屋上の赤い看板は現在は無地であるが、かつては西友の看板であった。

## 店舗構成

### 主なテナント
- 京急ストア 追浜店
- パシオス
- マツモトキヨシ
- キャンドゥ
- ポンパドウル
- ドトールコーヒー
- 追浜堂
- TSUTAYA
- 役所屋追浜店（横須賀市市民サービス総合窓口）
- かながわ信用金庫 追浜支店
- ドコモショップ

## 交通アクセス
- 鉄道: 京急本線追浜駅前に立地する。改札口からは徒歩約1分である。
- バス: 京急バス追浜駅バス停下車すぐ

## 休業日
1月1日および、年に一日（例年2月下旬）、休業する。また他に休業日のあるテナントもある。

## 関連事項
- 追浜駅